# Spottiswoode Aitken
Spottiswoode Aitken, född 16 april 1868 i Edinburgh i Skottland, död 16 februari 1933 i Los Angeles i Kalifornien, var en amerikansk skådespelare, som började sin teaterkarriär redan vid 13 års ålder.[källa behövs]

## Filmografi (i urval)
- 1910 – A Change of Heart
- 1915 – Nationens födelse – Dr. Cameron
- 1916 – Madonnans lilja
- 1916 – Den oskyldiga Magdalena
- 1916 – Intolerance
- 1916 – De gamla där hemma
- 1916 – Äventyret Costa Negra
- 1917 – Teaterflugan
- 1917 – Stridssignalen
- 1917 – Kvinnans list
- 1918 – Dansande små fötter
- 1918 – Äktenskapsryssjan
- 1918 – Domarens hemlighet
- 1918 – Vind i seglen
- 1919 – Äktenskap på narri
- 1919 – Flickan i overall
- 1919 – Den vita ljungen
- 1919 – Många om sjunde budet
- 1919 – Hennes drömmars kungarike
- 1919 – Kvinnan och guldet
- 1921 – Laura Figlans historia
- 1922 – Greven av Monte Cristo
- 1922 – Lika inför lagen
- 1922 – Den unge rajan
- 1923 – Jorden runt på 18 dagar
- 1923 – Livets gyckelspel
- 1923 – 6 Dagar
- 1924 – Dödspatrullen
- 1924 – Lady Cranstons äktenskap
- 1925 – Svarta örnen
- 1928 – The Power of the Press